# Roman Hausner
Roman Henryk Hausner (ur. 11 czerwca 1883 we Lwowie, zm. 10 marca 1947 w Londynie) – polski prawnik, specjalista z zakresu prawa administracyjnego, wyższy urzędnik państwowy i urzędnik konsularny.

## Życiorys
Absolwent C. K. Gimnazjum im. Franciszka Józefa we Lwowie z 1901 (w jego klasie był m.in. Kazimierz Barancewicz). Ukończył studia na Wydziale Prawa i Nauk Politycznych Uniwersytetu Lwowskiego w 1906. Od 1919 pracował w Ministerstwie Spraw Wewnętrznych, stopniowo awansując poprzez starszego referenta, naczelnika wydziału, dyrektora Departamentu IV, aż do stanowiska dyrektora Gabinetu Ministra (1934). W listopadzie 1926 został powołany do Rady Prawniczej. Specjalizował się w ustroju administracji, opracował m.in. projekt rozporządzenia Prezydenta Rzeczypospolitej z dnia 19 stycznia 1928 o organizacji i zakresie działania władz administracji ogólnej (Dz.U. z 1928 r. nr 11, poz. 86, z późn. zm.). Zajmował się redagowaniem przydatnych w pracy prawników i urzędników skorowidzów obowiązujących przepisów prawnych (ukazało się co najmniej siedem wydań tych skorowidzów). Publikował również na temat zasad techniki prawodawczej oraz zasad tworzenia i ogłaszania prawa.
W czasie wojny znalazł się w ZSRR, dołączył do tworzącej się armii polskiej w charakterze przedstawiciela Ambasady RP przy Dowództwie Polskich Sił Zbrojnych w ZSRR w Jangi-Jul pod Taszkentem (1942) i wraz z nią ewakuował się do Iraku. Od 1943 był radcą prawnym w rządzie Władysława Raczkiewicza.

## Ordery i odznaczenia
- Krzyż Komandorski Orderu Odrodzenia Polski (9 listopada 1932)[3]
- Krzyż Oficerski Orderu Odrodzenia Polski (2 maja 1923)[4]
- Złoty Krzyż Zasługi (11 listopada 1937)[5]

## Prace własne
- Przygotowywanie i ogłaszanie obowiązujących przepisów. Materjały Komisji dla usprawnienia administracji publicznej przy Prezesie Rady Ministrów, t. VII, Warszawa 1932.
- Organizacja administracji rządowej. Materjały Komisji dla usprawnienia administracji publicznej przy Prezesie Rady Ministrów, t. VII, Warszawa 1932.
- Zasady techniki ustawodawczej (współautorzy: Jan Aker, Cezary Berezowski, Ludwik Krajewski), Warszawa 1934.
- Zagadnienie zmniejszenia obiegu papierów w urzędach. Uwagi i wnioski, Warszawa 1937.
- Pierwsze dwudziestolecie administracji spraw wewnętrznych, Warszawa 1939.
- Legal Aspects of the Present Situation in Poland, London 1946.